# تاكايشي
تاكايشي (باليابانية: 高市郡 ) هي مقاطعة تقع في محافظة نارا، اليابان.
في عام 2003م بلغ عدد التعداد السكاني 14624 نسمة بكثافة سكانية تبلغ 293.36 شخص لكل كيلومتر مربع. تبلغ المساحة الاجمالية 49.85 كيلومتر مربع